# Pryor Creek (Oklahoma)
Pryor Creek es una ciudad ubicada en el condado de Mayes en el estado estadounidense de Oklahoma. En el año 2010 tenía una población de 9539 habitantes y una densidad poblacional de 564,44  personas por km².

## Geografía
Pryor Creek se encuentra ubicada en las coordenadas 36°17′59″N 95°18′50″O / 36.29972, -95.31389 (36.299667, -95.313798).

## Demografía
Según la Oficina del Censo en 2000 los ingresos medios por hogar en la localidad eran de $29,424 y los ingresos medios por familia eran $37,115. Los hombres tenían unos ingresos medios de $33,547 frente a los $20,737 para las mujeres. La renta per cápita para la localidad era de $16,887. Alrededor del 13.6% de la población estaban por debajo del umbral de pobreza.